# Uniwersytet Browna
Uniwersytet Browna (ang. Brown University) – prywatny uniwersytet należący do listy Ivy League (Ligi Bluszczowej), znajdujący się w Providence w stanie Rhode Island w Stanach Zjednoczonych.

## Historia
Uczelnia została założona w 1764 jako College in the English Colony of Rhode Island and Providence Plantations podczas wczesnych lat panowania króla Jerzego III (1760–1820). Brown jest trzecią najstarszą uczelnią w Nowej Anglii i siódmą najstarszą w Stanach Zjednoczonych. Obecną nazwę nadano w 1804, gdy Nicholas Brown Jr. (1769–1841) przekazał darowiznę w wysokości 5 tys. dolarów. Tym samym rodzina Brown, bardzo zaangażowana w rozwój uczelni, zapewniła sobie prawo do umieszczenia nazwiska w nazwie. Rhode Island College stał się Brown University.
Uniwersytet Browna był pierwszą amerykańską szkołą wyższą, która zdecydowała się przyjmować studentów bez względu na ich przynależność religijną. Składa się z The College (studia licencjackie), Graduate School (studia magisterskie i doktoranckie), Alpert Medical School (studia medyczne) i School of Engineering (studia inżynierskie). Pembroke College (żeńska szkoła) został połączony z uniwersytetem w 1971. Ma on najstarszy program studiów inżynierskich wśród uczelni Ligi Bluszczowej (1847). Programy międzynarodowe są organizowane przez Watson Institute for International Studies.
W 1969 na uniwersytecie został wprowadzony program nauczania The New Curriculum, który eliminuje ograniczenia w doborze przedmiotów, a także pozwala wybrać dowolny przedmiot na zaliczenie (student nie uzyskuje z danego przedmiotu oceny, lecz informację, czy został on zaliczony). Ponadto zlikwidowano plusy i minusy przy ocenach.
Pięciu profesorów i trzech absolwentów uczelni zostało laureatami Nagrody Nobla.

## Galeria

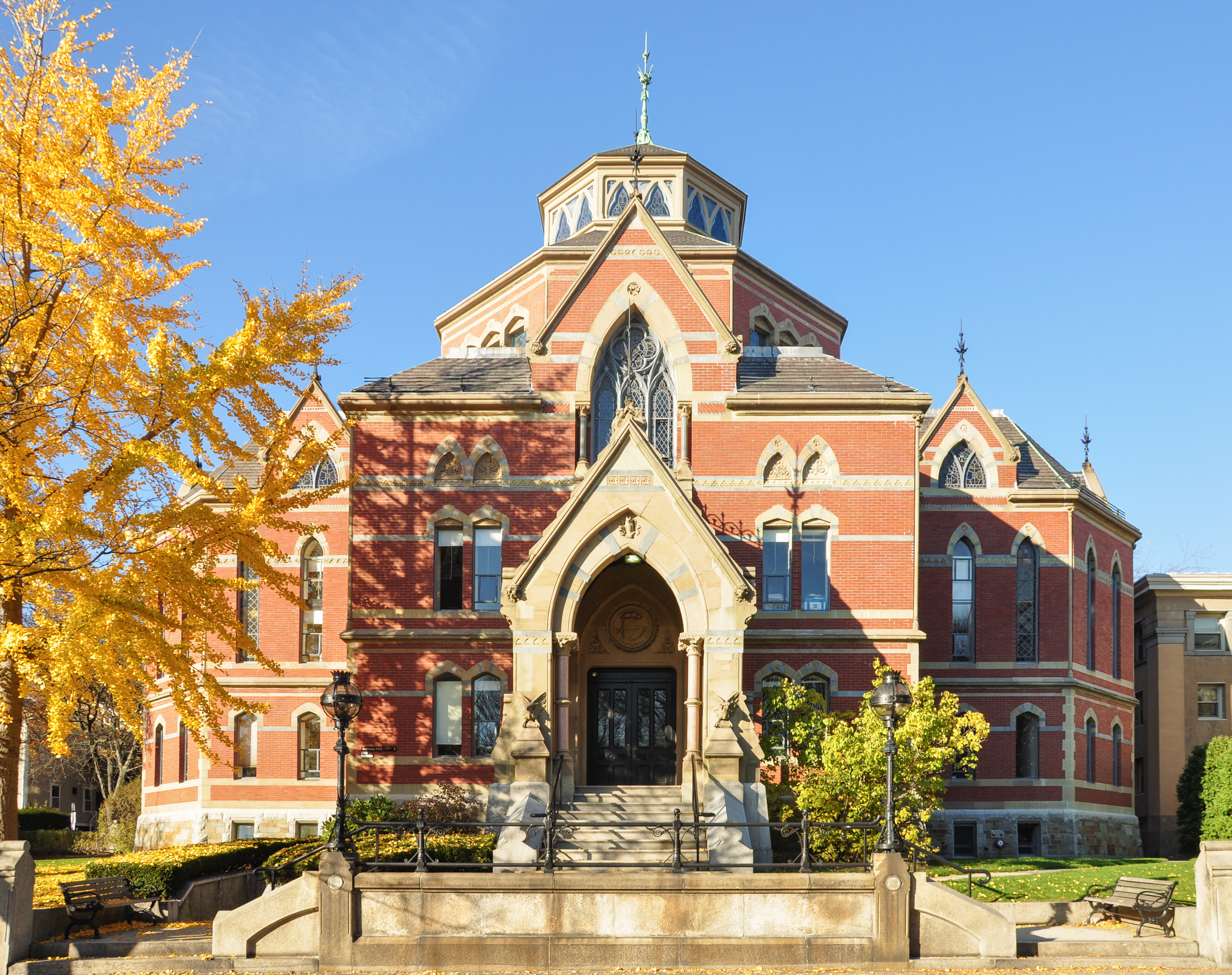
Budynek Robinson Hall
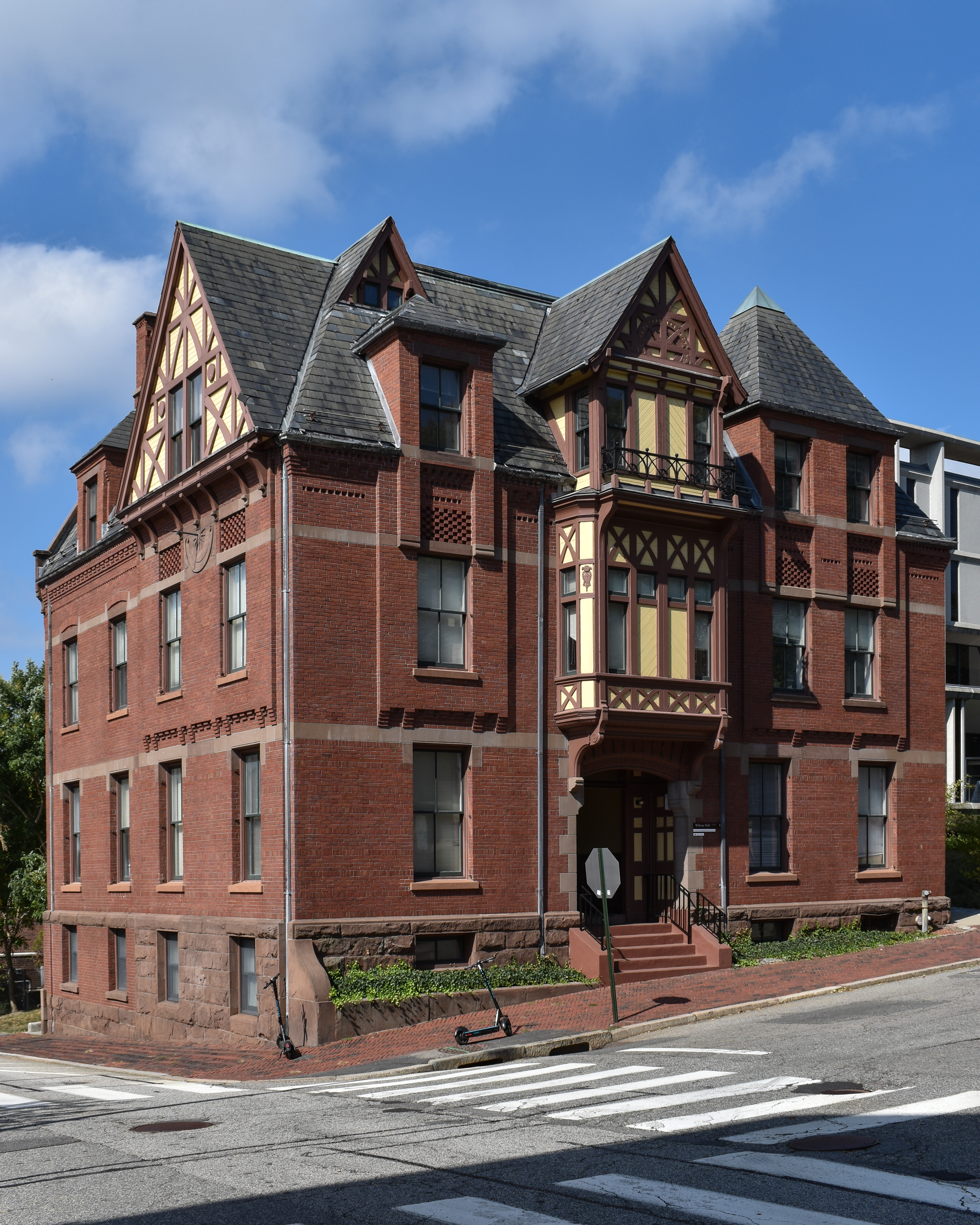
Budynek Wilbour Hall, gdzie mieści się Department of Egyptology and Assyriology
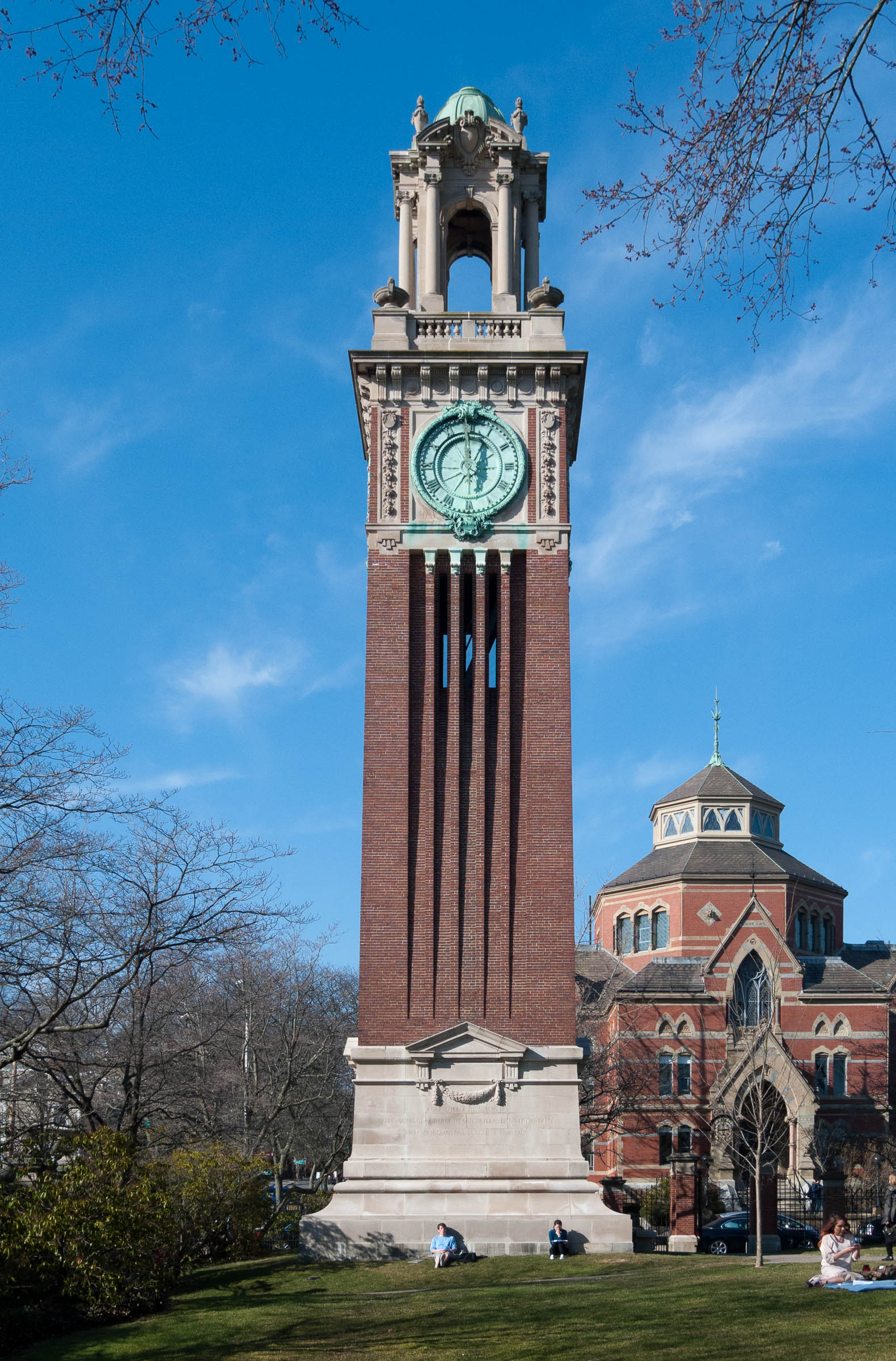
Carrie Tower
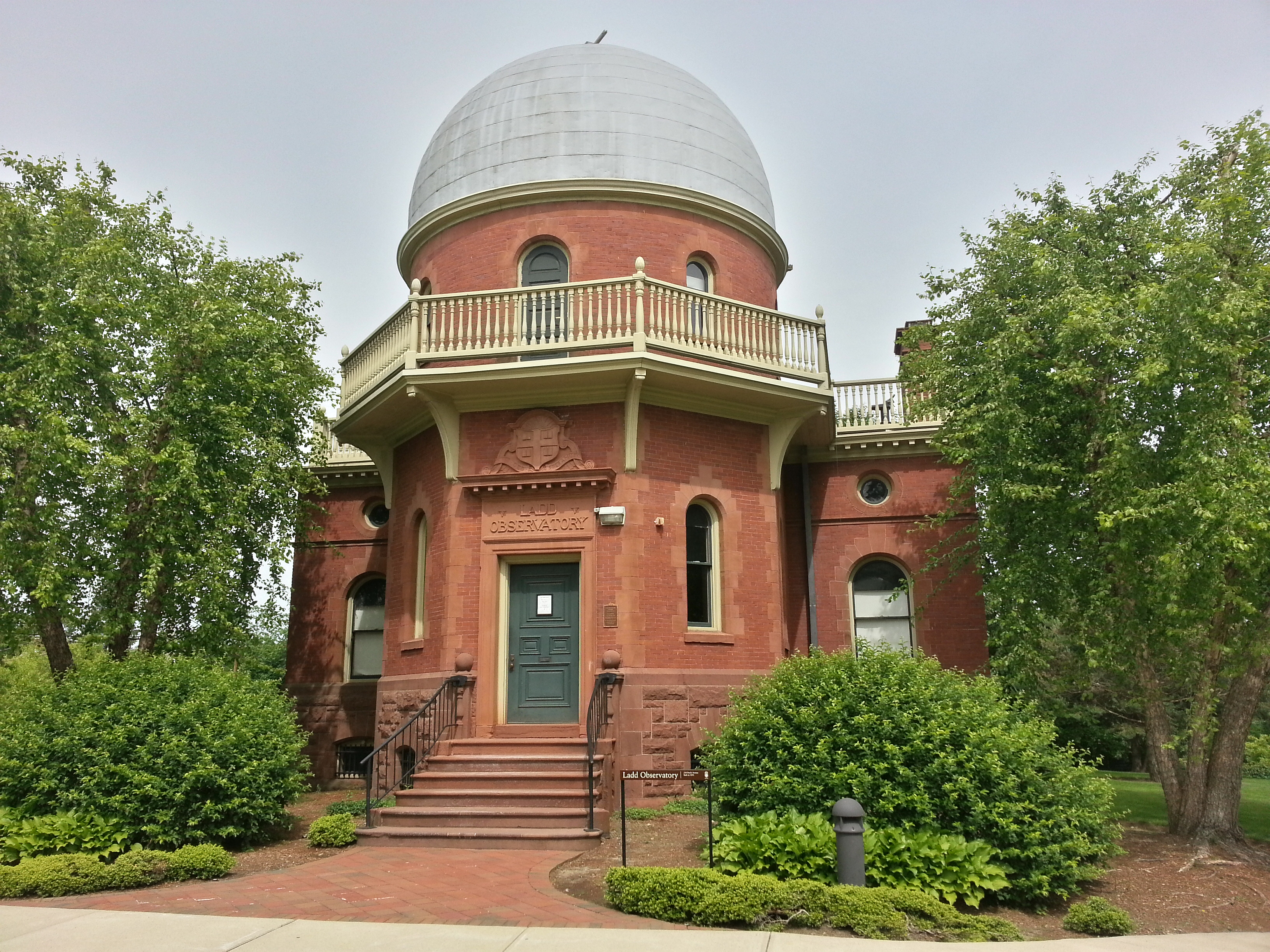
Budynek Ladd Observatory